# リーランド・レイス
リーランド・レイス（英語: Leland Race、1984年6月16日 - ）は、アメリカ合衆国の男性プロレスラー。ミズーリ州カンザスシティ出身。WLW所属。旧リングネームは、ジェイソン・ジョーンズ（Jason Jones）。
父親は「美獣」なる異名で名を馳せたハーリー・レイス。旧リングネーム時代は非公表であった。

## 来歴
幼少期はクロスカントリー、水泳を経験し、同時期にプロレスラーに憧れを抱き始める。高校および大学では、アメリカンフットボールに熱中し、ノースカロライナ大学シャーロット校在学中、エクソダス・レスリング・アライアンス（Exodus Wrestling Alliance、略称 : EWA）所属のジョージ・サウスの指導を受け、2003年4月23日に同団体が主催するノ−スカロライナ大会にて、サウスを相手にジェイソン・ジョーンズ（Jason Jones）のリングネームでプロレスデビューを飾る。
2008年9月にワールド・リーグ・レスリング（World League Wrestling、略称 : WLW）に移籍、父であるハーリー・レイスに師事し始めるようになる。
2010年4月10日、留学生としてプロレスリング・ノアに参戦。キース・ウォーカーとのタッグで、斎藤彰俊 & 青木篤志組と対戦し日本デビュー戦を勝利で飾った。
2014年よりリングネームをリーランド・レイス（Leland Race）と改名。
2016年11月、新日本プロレスが主催するタッグリーグ戦、WORLD TAG LEAGUEにブライアン・ブレイカーとのタッグで出場。

## 得意技
サンダー・ガン
現在のフィニッシャー。アサイDDTと同型。
アラバマ・スラム
インバーテッド・スープレックス
バックス・スプラッシュ

## タイトル歴
エクソダス・レスリング・アライアンス
- EWAヘビー級王座[1]
- EWAジュニアヘビー級王座[1]
- EWAタッグ王座[1]

ワールド・リーグ・レスリング
- WLWヘビー級王座
- WLWタッグ王座[1]

その他
- CWAヘビー級王座[1]
- CWAノースアメリカン王座[1]
- CWAタッグ王座[1]
- ACWヘビー級王座[1]

## 入場テーマ曲
- Sound of Maddness / Shinedown